# Myochroidea porphyrospoda
Myochroidea porphyrospoda är en lavart som först beskrevs av Anzi, och fick sitt nu gällande namn av Printzen, T. Sprib. & Tønsberg. Myochroidea porphyrospoda ingår i släktet Myochroidea, ordningen Lecanorales, klassen Lecanoromycetes, divisionen sporsäcksvampar och riket svampar.  Arten är reproducerande i Sverige. Inga underarter finns listade i Catalogue of Life.